# Edmund Malesky
Edmund Malesky hiện là phó giáo sư chuyên ngành kinh tế chính trị của Đại học Duke, làm tiến sĩ ngành kinh tế chính trị quốc tế tại Đại học Duke, Durham, Hoa Kỳ, với đề tài nghiên cứu tập trung nhiều vào quá trình Đổi mới tại Việt Nam. Trong thời gian làm việc và nghiên cứu về điều hành kinh tế cấp tỉnh tại Việt Nam, cùng với Phòng Thương mại và Công nghiệp Việt Nam, Malesky chủ xướng xây dựng chỉ số năng lực cạnh tranh cấp tỉnh (PCI), thúc đẩy sự cạnh tranh giữa các tỉnh, thành phố về chất lượng điều hành cấp tỉnh, nhằm xây dựng môi trường kinh doanh minh bạch, thân thiện và thuận lợi cho sự phát triển của khu vực kinh tế tư nhân.
Nghiên cứu sinh Malesky từng đến Việt Nam từ cuối thập niên 1990, trong thời gian còn làm luận án thạc sĩ cũng tại Đại học Duke, sau đó làm việc cho nhiều tổ chức và dự án nước ngoài tại Việt Nam như World Bank và The Asia Foundation, thường xuất hiện trên các bài bình luận về thời sự Việt Nam bên cạnh các tên tuổi như David Koh (Singapore) và Carl Thayer (Úc).
Edmund Malesky là một nhà nghiên cứu về kinh tế và chính trị được đánh giá là am hiểu về Việt Nam, nói tiếng Việt giỏi. Không chỉ vợ của ông là người Mỹ gốc Việt Nam, trong gần 10 năm nghiên cứu và gắn bó với Việt Nam ông đã từng đi hơn 40 tỉnh, thành phố ở Việt Nam. Nhiều nghiên cứu của ông về Việt Nam dựa trên những khảo sát và quan sát thực tế tại Việt Nam.
Hai phát hiện được coi là quan trọng của Malesky về quá trình đổi mới tại Việt Nam là giai đoạn equilibrium, có thể tạm dịch là quãng thời gian đình trệ, vào khoảng năm 2000, để sau đó phát triển nhanh trở lại, và quá trình tách tỉnh nhanh và nhiều bất thường trong khoảng 1991-2004, có thể được coi là thủ pháp dàn xếp lá phiếu - gerrymandering, đã giúp phe cải tổ nắm được quyền lãnh đạo nhưng đồng thời đã đem dân chủ vào trong nội bộ cơ cấu chính trị độc đảng tại Việt Nam.
Phương pháp nghiên cứu của Edmund Malesky đặt cơ sở dựa vào môn chính trị so sánh, cũng là một trong số các nhân sinh quan thường được áp dụng trong nghiên cứu kinh tế và chính trị khi nhìn vào hệ thống từ bên ngoài (comparative perspective).